# 亞當森大學
亚当森大学 是一所位於菲律賓的私立天主教大學，該學校由菲律宾马尼拉遣使會負責管理。該學校教學語言為英文。
亚当森大学是菲律賓排名前九以及馬尼拉大都會地区排名前五的大學。

## 历史
該大學由生于雅典的希腊化学家乔治·卢卡斯·亚当森博士于1932年6月20日創辦，當時名為亚当森工业化学学院（Adamson School of Industrial Chemistry）。 1941年2月5日更名亚当森大学。
1964年，该大学从一所世俗大学转变为一所天主教大学。

## 校园
亚当森大学位于艾米塔區，該大學周邊有菲律宾师范大学。亚当森大学校園內有八栋建筑，占地10.7公顷。 